# Conflitos Luso-Mamelucos
Os Conflitos Luso-Mamelucos trataram-se de confrontos armados entre o estado Egípcio dos Mamelucos e os Portugueses no Oceano Índico, após a expansão dos portugueses depois de navegarem em torno do Cabo da Boa Esperança em 1497. Ocorreram durante a primeira parte do século XVI, de 1505 até a queda do Sultanato Mameluco em 1517.

## Operações

### Origens
Após o bombardeamento Português de Calecute em 1500-01 pela 2ª Armada Portuguesa da Índia comandada por Pedro Álvares Cabral, o comércio de especiarias pela Rota da Seda, ligando a Índia ao Egipto e depois a República de Veneza, foi seriamente reduzido e os preços dispararam. Os navios Árabes também estavam a ser atacados diretamente: em 1503, um primeiro navio Egípcio foi roubado e afundado pelos portugueses quando retornava da Índia. Em 1504, 17 navios Árabes foram destruídos pelos portugueses no porto Indiano de Ponnani.

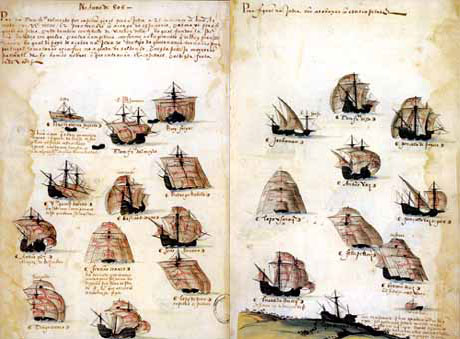
A 7ª Armada Portuguesa da Índia lutou no Oceano Índico a partir de 1505.

Em 1504, o Sultão Mameluco Axerafe Cançu Algauri enviou pela primeira vez um emissário ao papa, na pessoa do Grão-Prior do Mosteiro de Santa Catarina, advertindo que se o papa não parasse com as ações dos Portugueses contra os Muçulmanos, ele traria ruína para o Lugar Santo Cristão no Levante e para os Cristãos que viviam no seu reino.
Em 1504, os Venezianos, que compartilhavam interesses comuns com os Mamelucos no comércio de especiarias e desejavam eliminar o desafio Português, se possível, enviaram o emissário Francesco Teldi ao Cairo. Teldi tentou encontrar um nível de cooperação entre os dois reinos, encorajando os Mamelucos a bloquear as navegações Portuguesas. Os Venezianos alegaram que não podiam intervir diretamente e encorajaram o Sultão Mameluco Axerafe Cançu Algauri a agir entrando em contato com os príncipes indianos de Cochim e Cananor para convencê-los a não negociar com os Portugueses, e com os Sultões de Calecute e Cambaia para lutarem contra eles. Algum tipo de aliança foi assim concluída entre os Venezianos e os Mamelucos contra os Portugueses. Houve alegações, expressas durante a Guerra da Liga de Cambrai, de que os Venezianos tinham fornecido aos Mamelucos armas e habilidosos construtores de navios.
Os Mamelucos, no entanto, tinham pouca inclinação para as operações navais: "A guerra contra os Portugueses, sendo principalmente uma guerra naval, era totalmente estranha aos Mamelucos e pouco a seu gosto. A marinha e tudo relacionado a ela era desprezado pelos cavaleiros Mamelucos".
Os Portugueses, no entanto, continuaram a bloquear o Mar Vermelho e a prender navios mercantes Muçulmanos.

### Expedição Mameluca (1505)
Em 1505, o Sultão Mameluco Axerafe Cançu Algauri ordenou a primeira expedição contra os Portugueses. A frota foi construída com madeira e armas do Império Otomano, e equipas e armadores foram recrutados em todo o leste do Mediterrâneo. A expedição, sob o comando de Mirocém, partiu de Suez em Novembro e viajou por mar até Jidá, onde fortificou a cidade. A frota então preparou-se para ir para Adem. Isto coincidiu com o envio da 7ª Armada Portuguesa da Índia para o Oceano Índico, comandada por Francisco de Almeida.
Em 1506, outra frota comandada por Afonso de Albuquerque começou a atacar as costas da Arábia e do Corno de África, depois de derrotar uma frota Muçulmana. Em 1507, uma frota de cerca de 20 navios Portugueses entrou no Mar Vermelho e atacou o transporte marítimo Indiano para lá, levando o comércio dos Mamelucos a um quase colapso. Os Portugueses tentaram estabelecer uma base em Socotorá, em 1507, a fim de impedir o comércio dos Mamelucos através do Mar Vermelho, mas a ilha mostrou-se demasiado inóspita e ineficaz nesse papel, de modo que os Portugueses partiram depois de alguns meses.
Em Agosto-Setembro de 1507, a frota Mameluca de cerca de 50 navios estava estacionada em Adem, preparando-se para ir para a Índia.

### Batalha de Chaul (1508)
A frota, novamente sob o comando de Mirocém, foi enviada para a Índia em 1507. Os Mamelucos aliaram-se ao Sultanato Muçulmano de Guzarate, a primeira potência naval da Índia na época. A frota foi calorosamente recebida em Diu, e Mirocém juntou-se a Meliqueaz, um almirante Mameluco de origem dálmata que servia Guzarate, como líder da frota Mameluca na batalha de Chaul, onde enfrentaram e derrotaram a frota de Lourenço de Almeida, filho do Vice-rei da Índia, D. Francisco de Almeida. 

### Batalha de Diu (1509)
Após esta batalha, os Portugueses lutaram ferozmente liderados pelo próprio vice-rei, que procurava vingar a morte de seu filho e libertar os prisioneiros portugueses feitos em Chaul em 1508. Os portugueses finalmente conseguiram eliminar a frota sul Mameluca em 1509 no Batalha de Diu. 
A resistência dos Mamelucos impediu os Portugueses de bloquear completamente o comércio do Mar Vermelho. No entanto, a interrupção do fornecimento foi suficiente para forçar os preços no Egito a atingirem níveis astronômicos.

## Diplomacia

### Diplomacia veneziana

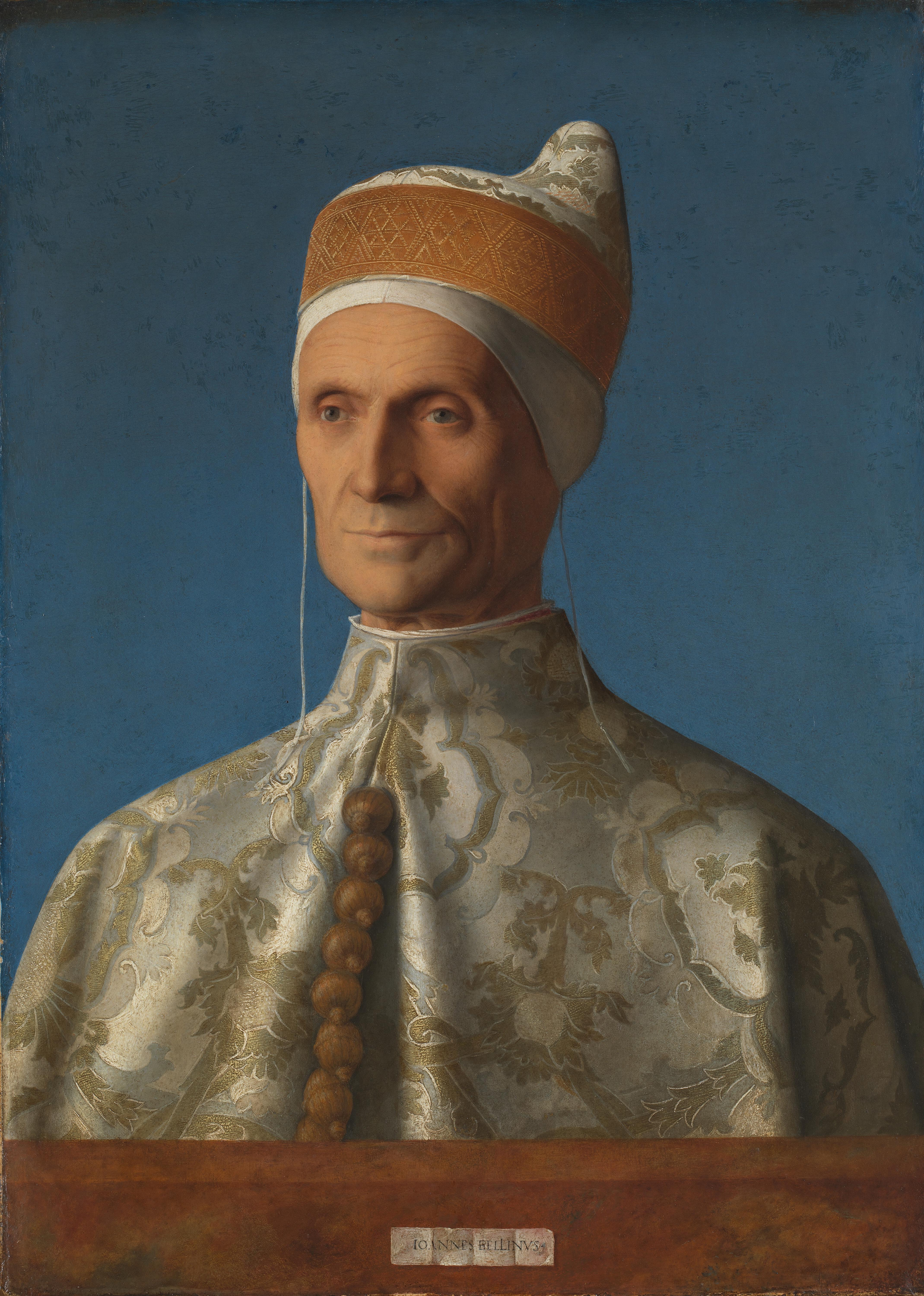
Os Venezianos sob Leonardo Loredano favoreceram os Mamelucos e Otomanos contra os Portugueses.

Os Mamelucos tentaram mais uma vez assegurar a ajuda dos Venezianos contra os Portugueses, e intervieram defendendo o caso com o Papa.
Os Venezianos, que tinham estado em paz com os Otomanos desde a assinatura do Tratado de Paz de Andrea Gritti após a Guerra Otomano-Veneziana, continuaram a garantir a paz com os Otomanos e renovaram o seu tratado em 1511, levando-os a encorajar Otomanos para participar do lado Mameluco no conflito contra os Portugueses.

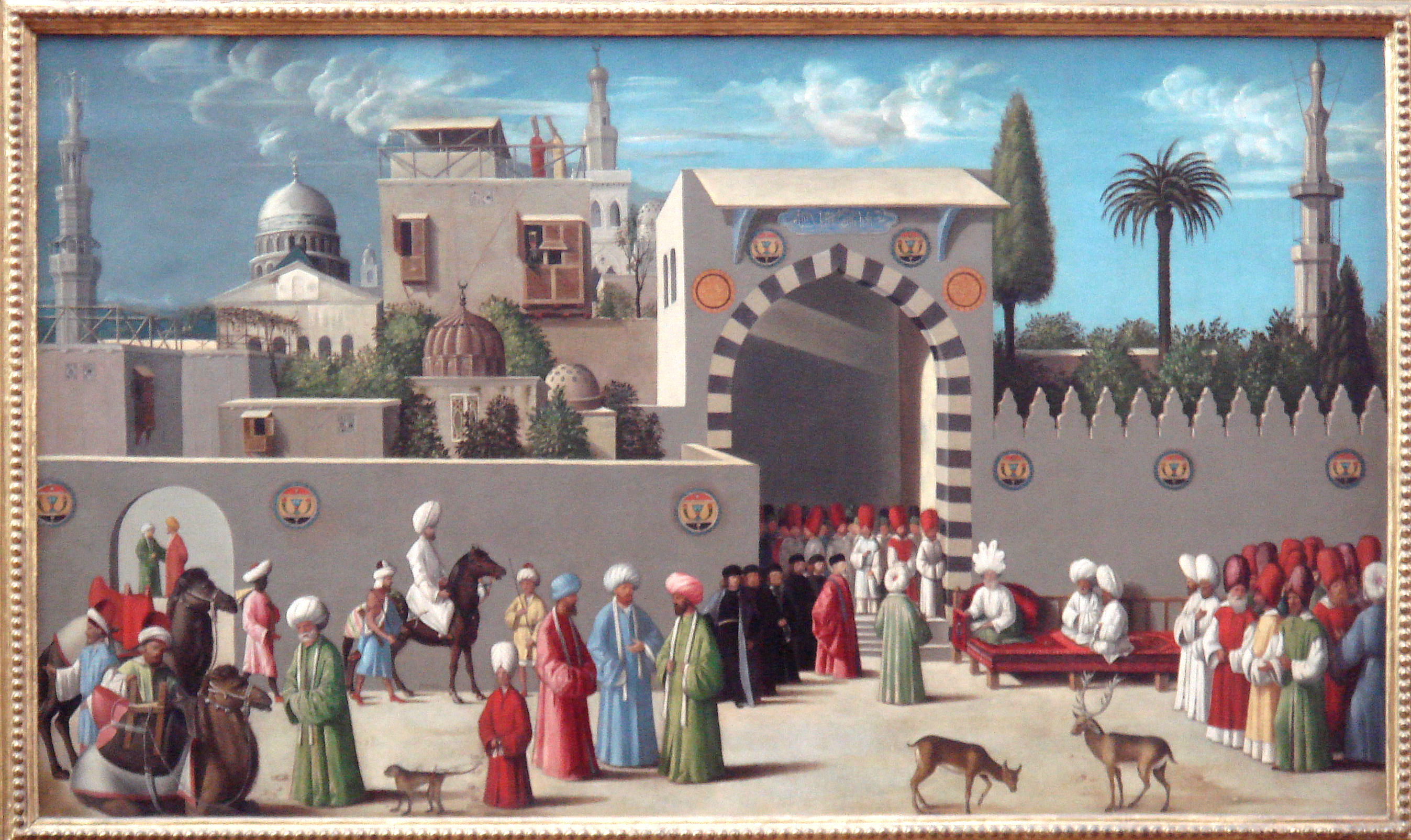
Embaixada Veneziana ao Governador Mameluco em Damasco em 1511, oficina de Giovanni Bellini.

A reaproximação era tal que Veneza autorizou o aprovisionamento Otomano em seus portos do Mediterrâneo, como o de Chipre.  Veneza também solicitou apoio Otomano na Guerra da Liga de Cambrai, mas em vão.
Um tratado comercial Mameluco-Veneziano foi assinado pelo embaixador do Cairo Domenico Trevisan em 1513. Depois desse ponto, no entanto, e dos reveses dos Mamelucos e Persas contra os Otomanos, Veneza cada vez mais favoreceu uma reaproximação com o Império Otomano.

### Tentativas de Albuquerque de criar uma aliança Portuguesa-Persa
Por outro lado, os Portugueses, que temiam uma nova expedição dos Mamelucos, organizaram uma reaproximação com a Pérsia e se empenharam em estabelecer uma aliança que pudesse dar bases para os Portugueses na costa norte do Oceano Índico e criar uma ameaça oriental para os Otomanos e os Mamelucos. Albuquerque recebeu um embaixador do Xá Ismail em Goa e devolveu uma carta, bem como um embaixador na pessoa de Rui Gomes. Na carta ao Xá Ismail, Albuquerque propunha um ataque conjunto contra os Mamelucos e os Otomanos:
E se você deseja destruir o Sultão Qansuh por terra, você pode recontar em grande ajuda da Armada do Rei meu Senhor por mar, e eu acredito que com pequenos problemas você deve ganhar o senhorio da cidade do Cairo e todos seus reinos e dependências, e assim o meu Senhor pode dar-lhe grande ajuda pelo mar contra os Turcos, e assim suas frotas pelo mar e você com suas grandes forças e cavalaria por terra podem se unir para infligir grandes ferimentos sobre eles—  Carta de Albuquerque ao Xá Ismail.

## Campanha do Mar Vermelho de Portugal (1513)
Após a sua vitória na Batalha de Diu e a eliminação de frotas rivais Muçulmanas no Oceano Índico, os Portugueses esforçaram-se para a destruição sistemática do transporte comercial Muçulmano.
Em 1513, Albuquerque liderou uma campanha contra o Mar Vermelho, a fim de parar completamente o comércio Mameluco com a Índia, e derrotar os planos Mamelucos de enviar uma frota para a Índia. Em 7 de Fevereiro de 1513, ele deixou Goa com 1.700 portugueses e 1.000 homens indianos em 24 navios.  Albuquerque desembarcou em Adem em 26 de Março de 1513, na entrada do Mar Vermelho e tentou tomar a cidade, mas foi repelido. Navegando no Mar Vermelho, ele destruiu o porto de Kamaran (Junho e Julho de 1513). Ele não conseguiu navegar para Jidá devido a ventos contrários, e depois retirou-se para a Índia depois de novamente bombardear Adem. 
Albuquerque, assim, não conseguiu parar o comércio de especiarias através do Mar Vermelho e estabelecer um monopólio comercial para o comércio de especiarias entre a Europa e a Índia. Esta campanha, no entanto, tinha sido uma grande ameaça para o porto Mameluco de Suez e para as cidades sagradas de Meca e Medina, que colocaram o Sultão Mameluco sob uma tremenda pressão. O Sultão Mameluco Qansuh foi assim forçado a procurar assistência Otomana, embora os Otomanos tivessem sido um rival tradicional, em sua resistência contra os Portugueses.

## Campanha Otomano-Mameluca (1514-17)

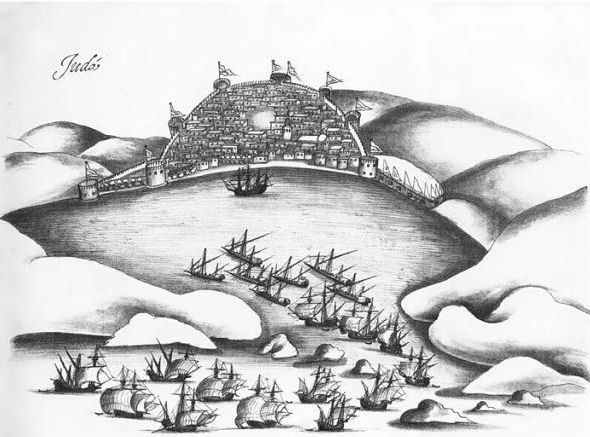
Os Mamelucos e os Otomanos comandados por Selman Reis defenderam Jidá contra uma ataque Português em 1517.

Em 1514-16 os Otomanos cooperaram com os Mamelucos contra os Portugueses. Eles forneceram um comandante Otomano na pessoa de Selman Reis, bem como armas de fogo. Selman Reis entrou para o serviço dos Mamelucos e liderou um grupo de 2.000 levantinos armados, possivelmente contra a própria vontade do Sultão Otomano Selim I, e reuniu-se com essa força com o Sultão Qansuh em Suez, em Abril de 1514. Defesas de Artilharia também foram estabelecidas em Jidá e Alexandria. Essa concentração na frente Portuguesa teve o efeito final, no entanto, de enfraquecer as forças Mamelucas que poderiam ser colocadas contra os Otomanos no Levante. O investimento foi enorme, já que a frota custou cerca de 400.000 dinares para o Sultão Mameluco.
Após a interrupção do comércio de especiarias entre a Índia e o Egito Mameluco pelos Portugueses, Selman Reis liderou uma frota de 19 navios Mamelucos no Oceano Índico em 1515. Ele deixou Suez liderando a frota em 30 de Setembro de 1515. A frota também incluía 3.000 homens, dos quais 1.300 eram soldados Turcos.  A frota construiu uma fortaleza em Kamaran, mas não conseguiu tomar o Iémen e Adem em 17 de Setembro de 1516. A frota combinada foi capaz de defender Jidá contra os Portugueses em 1517, mas a guerra entre os Otomanos e os Mamelucos já estava em curso.
Como consequência, os Portugueses conseguiram abrir postos comerciais no subcontinente Indiano e assumir o comércio de especiarias para a Europa, que havia sido uma importante fonte de receita para o estado Mameluco. O Império Mameluco tornou-se financeiramente afetado e foi finalmente vencido pelo Império Otomano, sob Selim I, em terra, na Guerra Otomano-Mameluca (1516–1517). O Cairo foi capturado pelos Otomanos em 26 de Janeiro de 1517, levando à desintegração do Império Mameluco.

## Aquisição Otomana
Os Otomanos, por outro lado, conseguiram estabelecer uma forte presença no Oceano Índico, que eles desenvolveriam ainda mais durante o resto do século. Os Otomanos assumiram a tarefa de combater os Portugueses no Oceano Índico, especialmente através de seu almirante Selman Reis, que em 1525 ocupou Adem e o Iémen com uma frota de 18 navios e 299 canhões, forçando os portugueses a recuarem. Os Otomanos falharam no entanto no Cerco de Diu de 1538.
O Egito, por outro lado, perdeu o seu estatuto como uma grande potência e, privado dos recursos do comércio do Oceano Índico, praticamente desapareceu nos próximos três séculos.